# トマス・ホランド (初代サリー公)
初代サリー公・第3代ケント伯トマス・ホランド（Thomas Holland, 1st Duke of Surrey, 3rd Earl of Kent, KG, 1372年9月8日 - 1400年1月7日）は、イングランドの貴族。第2代ケント伯トマス・ホランドと第10代アランデル伯リチャード・フィッツアランの娘アリスの長男。父方の祖母はジョーン・オブ・ケントで、イングランド王リチャード2世は叔父（父の異父弟）に当たる。

## 生涯
父と叔父のハンティンドン伯ジョン・ホランドがリチャード2世に重用されたことからトマスも側近に引き立てられ、1397年に死んだ父の爵位を受け継ぎ第3代ケント伯となった。同年にリチャード2世がグロスター公トマス・オブ・ウッドストックと第11代アランデル伯リチャード・フィッツアラン（ケント伯の母方の伯父）ら反対派貴族を処刑した後に新設のサリー公に叙爵されたが（叔父もエクセター公を授与）、1399年にクーデターでリチャード2世が廃位、代わって即位したヘンリー4世から爵位を取り上げられ元のケント伯に戻された。
これに不満を抱いたケント伯は叔父とソールズベリー伯ジョン・モンタギュー、元グロスター伯トマス・ル・ディスペンサーと組んで1400年1月の公現祭のヘンリー4世暗殺を計画したが発覚、即座に民衆に捕らえられ処刑された（エピファニー蜂起）。第2代スタッフォード伯ヒュー・ド・スタッフォードの娘ジョーンと結婚していたが子が無く、ケント伯位は弟のエドマンドが継承したが、1408年に彼も子供が無いまま死去してホランド家は断絶した。ただし、従弟で共犯者として処刑された叔父の遺児ジョンは後にエクセター公位を与えられ分家が再興を果たした。